# 1660-ih
2. tisućljeće
◄ | 16. stoljeće | 17. stoljeće | 18. stoljeće | ►
◄ | 1630-ih | 1640-ih | 1650-ih | 1660-ih | 1670-ih | 1680-ih | 1690-ih | ►
1660. | 1661. | 1662. | 1663. | 1664. | 1665. | 1666. | 1667. | 1668. | 1669.

## Događaji i trendovi
- 2. rujna 1666. - Veliki požar u Londonu

## Svjetska politika
- 1660. - s kraljem Karlom II. dinastija Stuart se vraća na englesko prijestolje (do 1714.)
- 1664. - osnovana Francuska istočnoindijska kompanija (1770.)
- 1664. - Novi Amsterdam postaje engleski posjed i mijenja ime u New York
- 1667. - Rusija od Poljske dobiva Kijev, Smolensk i istočnu Ukrajinu
- 1669. - Turska osvaja Kretu, posljednji kolonijalni posjed Mletačke Republike na Sredozemlju

## Vanjske poveznice
|  | Zajednički poslužitelj ima još gradiva o temi 1660-ih |